# Great Bardfield
Great Bardfield est un village et une paroisse civile de l'Essex, en Angleterre.

## Communauté d'artistes
À partir de la fin des années 1920, des artistes britanniques sont venus dans ce village et ses alentours (dont Castle Hedingham), s'installant dans diverses résidences et produisant des œuvres. Cette expérience se poursuivit jusque dans les années 1970.
Parmi ceux-ci, on compte John Aldridge, Edward Bawden (en), George Chapman, Stanley Clifford-Smith, Audrey Cruddas, Walter Hoyle, Eric Ravilious, Sheila Robinson, Michael Rothenstein, Kenneth Rowntree, Marianne Straub, ainsi que  Duffy Ayers, John Bolam, Bernard Cheese, Tirzah Garwood, Joan Glass, David Low et Laurence Scarfe,. La Fry Art Gallery, ouverte en 1987 à Saffron Walden, met en valeur cet héritage.